# Elbrus Tedeyev
Elbrus Tedeyev (em ucraniano: Эльбрус Тедеев; Nogir, 5 de dezembro de 1974) é um lutador de estilo-livre e político ucraniano, campeão olímpico.

## Carreira
Tedeyev conquistou a medalha de ouro nos Jogos Olímpicos de 2004 em Atenas na categoria de peso leve na luta livre. Ele é tricampeão mundial e irmão de Dzhambolat Tedeyev , que também representou a Ucrânia. Na carreira política, Tedeyev foi eleito deputado por meio de partido independente e reeleito durante as primeiras eleições parlamentares em 2007 e novamente em 2012.